# Benakuma
Benakuma est une commune du Cameroun située dans la région du Nord-Ouest et le département du Menchum, à proximité de la frontière avec le Nigeria. Son ressort territorial recouvre celui de l'arrondissement de Menchum Valley. C'est aussi le siège d'une chefferie traditionnelle de 2e degré.

## Structure administrative de la commune
Outre Benakuma proprement dit, la commune qui couvre l'arrondissement de Menchum Valley comprend les localités suivantes :
- Agah
- Batomo
- Baworo
- Beba
- Befang
- Bejinge
- Benade
- Benabinge
- Benagudi
- Benahundu
- Benakuhu
- Benange
- Benatidi
- Benifumu
- Beneng
- Bosung
- Bufi
- Ikake
- Kekekumu
- Maguru
- Mukuru
- Modelle
- Vikuru
- Okoromajang